# Негованци
Негованци е село в Западна България. То се намира в община Радомир, област Перник.

## География
Негованци е непосредствено близо до град Радомир. Населението му е 124 души (15 март 2024).

## Културни и природни забележителности
Църквата „Св. Иван Рилски“ е построена през 1870 г.

## Редовни събития
Последната събота на август се прави селски събор.